# Хелена Вали Саутист (Монтана)
Хелена Вали Саутист (енгл. Helena Valley Southeast) насељено је место без административног статуса у америчкој савезној држави Монтана.

## Демографија
По попису из 2010. године број становника је 8.227, што је 1.086 (15,2%) становника више него 2000. године.
| Група             | 2000.         | 2010.         |
| Белци             | 6.599 (92,4%) | 7.505 (91,2%) |
| Афроамериканци    | 19 (0,3%)     | 24 (0,3%)     |
| Азијати           | 27 (0,4%)     | 33 (0,4%)     |
| Хиспаноамериканци | 138 (1,9%)    | 202 (2,5%)    |
| Укупно            | 7.141         | 8.227         |